# 2021年ベルギーグランプリ
2021年ベルギーグランプリ （英: 2021 Belgian Grand Prix） は、2021年のF1世界選手権第12戦として、2021年8月29日にスパ・フランコルシャンで開催された。
正式名称は「Formula 1 Rolex Belgian Grand Prix 2021」。

## 背景
レース前のチャンピオンシップ順位
ドライバーズ、コンストラクターズの両タイトルは、前戦ハンガリーGPでの1周目の多重クラッシュにより明暗を分けた結果となった。これにより、ハミルトンは第4戦スペインGP以来のポイントリーダーとなり、コンストラクターズもメルセデスがスペインGP以来のポイントリーダーとなっている。
タイヤ
本レースでピレリが持ち込むドライ用タイヤのコンパウンドはハード（白）：C2、ミディアム（黄）：C3、ソフト（赤）：C4の中間の組み合わせ。
その他
- 8月26日にアルピーヌF1チームはフェルナンド・アロンソとの契約を2022年まで延長したことを発表した[4]。
- ダニエル・リカルドはF1で通算200戦目のレース[5]。

## エントリーリスト
レギュラーシートについては前戦ハンガリーGPから変更なし。

## フリー走行
FP1
8月27日 11:30 CEST(UTC+2)
トップはバルテリ・ボッタス。セッション開始前に小雨が降り、各車インターミディエイトで走り始めたが、路面が乾きだしたセッションの中盤ではミディアムやハードで走行となった。時折、スピンを喫する車がいたものの安定したセッションだった。
FP2
8月27日 15:00 CEST(UTC+2)
トップはマックス・フェルスタッペン。ウェット宣言が出されたセッションだったが、大半が乾いていたことからドライのなか行われた。セッションの終盤にルクレールがレコームでクラッシュ、更に中断明けにもフェルスタッペンが同じくレコームでクラッシュを喫した。
FP3
8月28日 12:00 CEST(UTC+2)
トップはフェルスタッペン。濡れた路面のなか行われ、コースの各所でスピンやコースアウトをする場面はあったもののセッションは順調に進んだ。また、セッション中に2021年のF1カレンダーが更新され、年間22戦開催となることが発表された。

## 予選
8月28日 15:00 CEST(UTC+2)（文章の出典）
ポールを獲得したのはマックス・フェルスタッペンで今季5度目。2位にウィリアムズのジョージ・ラッセルで、ウィリアムズがフロントローを獲得するのは2014年オーストリアGP以来。3位にはルイス・ハミルトンと続いた。セッションはQ3に雨脚が強くなり、ラディオンで姿勢を乱したランド・ノリスが激しいクラッシュを喫し40分ほど中断した。

### 予選結果
| 順位                | No. | ドライバー                   | コンストラクター              | Q1       | Q2       | Q3       | Grid |
| ------------------- | --- | ---------------------------- | ----------------------------- | -------- | -------- | -------- | ---- |
| 1                   | 33  | マックス・フェルスタッペン   | レッドブル-ホンダ             | 1:58.717 | 1:56.559 | 1:59.765 | 1    |
| 2                   | 63  | ジョージ・ラッセル           | ウィリアムズ-メルセデス       | 1:59.864 | 1:56.950 | 2:00.086 | 2    |
| 3                   | 44  | ルイス・ハミルトン           | メルセデス                    | 1:59.218 | 1:56.229 | 2:00.099 | 3    |
| 4                   | 3   | ダニエル・リカルド           | マクラーレン-メルセデス       | 2:01.583 | 1:57.127 | 2:00.864 | 4    |
| 5                   | 5   | セバスチャン・ベッテル       | アストンマーティン-メルセデス | 2:00.175 | 1:56.814 | 2:00.935 | 5    |
| 6                   | 10  | ピエール・ガスリー           | アルファタウリ-ホンダ         | 2:00.387 | 1:56.440 | 2:01.164 | 6    |
| 7                   | 11  | セルジオ・ペレス             | レッドブル-ホンダ             | 1:59.334 | 1:56.886 | 2:02.112 | 7    |
| 8                   | 77  | バルテリ・ボッタス           | メルセデス                    | 1:59.870 | 1:56.295 | 2:02.502 | 131  |
| 9                   | 31  | エステバン・オコン           | アルピーヌ-ルノー             | 2:01.824 | 1:57.354 | 2:03.513 | 8    |
| 10                  | 4   | ランド・ノリス               | マクラーレン-メルセデス       | 1:58.301 | 1:56.025 | No Time  | 152  |
| 11                  | 16  | シャルル・ルクレール         | フェラーリ                    | 2:00.728 | 1:57.721 |          | 9    |
| 12                  | 6   | ニコラス・ラティフィ         | ウィリアムズ-メルセデス       | 2:00.966 | 1:58.056 |          | 10   |
| 13                  | 55  | カルロス・サインツ           | フェラーリ                    | 2:01.184 | 1:58.137 |          | 11   |
| 14                  | 14  | フェルナンド・アロンソ       | アルピーヌ-ルノー             | 2:01.653 | 1:58.205 |          | 12   |
| 15                  | 18  | ランス・ストロール           | アストンマーティン-メルセデス | 2:01.597 | 1:58.231 |          | 191  |
| 16                  | 99  | アントニオ・ジョヴィナッツィ | アルファロメオ-フェラーリ     | 2:02.306 |          |          | 14   |
| 17                  | 22  | 角田裕毅                     | アルファタウリ-ホンダ         | 2:02.413 |          |          | 16   |
| 18                  | 47  | ミック・シューマッハ         | ハース-フェラーリ             | 2:03.973 |          |          | 17   |
| 19                  | 7   | キミ・ライコネン             | アルファロメオ-フェラーリ     | 2:04.452 |          |          | PL3  |
| 20                  | 9   | ニキータ・マゼピン           | ハース-フェラーリ             | 2:04.939 |          |          | 18   |
| 107% time: 2:06.582 |     |                              |                               |          |          |          |      |
| ソース:             |     |                              |                               |          |          |          |      |

追記
- ^1 – ボッタスとストロールは前戦で接触事故を起こしたことにより、5グリッド降格のペナルティ[15]。
- ^2 – ノリスは予定外のギアボックスを交換したことにより、5グリッド降格のペナルティ[16]。
- ^3 – ライコネンはパルクフェルメ下のマシンに変更を加えたため、ピットレーンからのスタート[17]。

## 決勝
8月29日 15:00 CEST(UTC+2)（文章の出典）
全車ウエットタイヤ装着のなか、25分遅れでフォーメーションラップが開始されたものの、「視界の悪さ」等のコースコンディションの状況不良によりレース開始前に赤旗が掲示され、レースはスタート前に「中断」となった（この時点ではスタート成立前である）。この「中断」から2時間45分後、当初は44周回数で行なう予定であったレースを特例的に「60分間のタイムレース」として「再開」するとの決定が競技委員から示された。なお「中断」の最中に、レース開始時刻から終了まで3時間という規則に基づく「時間計測」を、「タイムレース」の成立のために競技委員が特例的に停止している。レコノサンスラップでクラッシュを喫したセルジオ・ペレスは、「中断」の間にマシンの修復が完了したため、ピットレーンからのスタートが許可された。「60分間のタイムレース」はセーフティーカー先導でスタートしたものの、先頭のフェルスタッペンが3周目を走行中（2周回を完了後）に「視界の悪さ」により再び中断された。天候及びコースコンディションの回復が見込めない事に加え、日没時刻が差し迫っていたこともあり、このままレースを終了するとの判断が競技委員から下された。規則により、レースは「先頭車両が2周以上完了していれば成立」し、レース結果は「赤旗が提示された2周前の周回を完了した時点で決定する」ため、2021年ベルギーグランプリはF1史上最短となる「1周だけのレース」となった。順位は1周目終了時の順に確定した。ただし、レース総距離の75%を完了していないため、入賞者にはハーフポイントが付与された。また、ファステストラップはニキータ・マゼピンがマークしていたが、レース結果には記録されていない。

### レース結果
| 順位    | No. | ドライバー                   | コンストラクター              | 周回数 | タイム/リタイア原因 | Grid | Pts.1 |
| ------- | --- | ---------------------------- | ----------------------------- | ------ | ------------------- | ---- | ----- |
| 1       | 33  | マックス・フェルスタッペン   | レッドブル-ホンダ             | 1      | 3:27.071            | 1    | 12.5  |
| 2       | 63  | ジョージ・ラッセル           | ウィリアムズ-メルセデス       | 1      | +1.995              | 2    | 9     |
| 3       | 44  | ルイス・ハミルトン           | メルセデス                    | 1      | +2.601              | 3    | 7.5   |
| 4       | 3   | ダニエル・リカルド           | マクラーレン-メルセデス       | 1      | +4.496              | 4    | 6     |
| 5       | 5   | セバスチャン・ベッテル       | アストンマーティン-メルセデス | 1      | +7.479              | 5    | 5     |
| 6       | 10  | ピエール・ガスリー           | アルファタウリ-ホンダ         | 1      | +10.177             | 6    | 4     |
| 7       | 31  | エステバン・オコン           | アルピーヌ-ルノー             | 1      | +11.579             | 8    | 3     |
| 8       | 16  | シャルル・ルクレール         | フェラーリ                    | 1      | +12.608             | 9    | 2     |
| 9       | 6   | ニコラス・ラティフィ         | ウィリアムズ-メルセデス       | 1      | +15.484             | 10   | 1     |
| 10      | 55  | カルロス・サインツ           | フェラーリ                    | 1      | +16.166             | 11   | 0.5   |
| 11      | 14  | フェルナンド・アロンソ       | アルピーヌ-ルノー             | 1      | +20.590             | 12   |       |
| 12      | 77  | バルテリ・ボッタス           | メルセデス                    | 1      | +22.414             | 13   |       |
| 13      | 99  | アントニオ・ジョヴィナッツィ | アルファロメオ-フェラーリ     | 1      | +24.163             | 14   |       |
| 14      | 4   | ランド・ノリス               | マクラーレン-メルセデス       | 1      | +27.109             | 15   |       |
| 15      | 22  | 角田裕毅                     | アルファタウリ-ホンダ         | 1      | +28.329             | 16   |       |
| 16      | 47  | ミック・シューマッハ         | ハース-フェラーリ             | 1      | +29.507             | 17   |       |
| 17      | 9   | ニキータ・マゼピン           | ハース-フェラーリ             | 1      | +31.993             | 18   |       |
| 18      | 7   | キミ・ライコネン             | アルファロメオ-フェラーリ     | 1      | +36.054             | PL   |       |
| 19      | 11  | セルジオ・ペレス             | レッドブル-ホンダ             | 1      | +38.205             | 7    |       |
| 20      | 18  | ランス・ストロール           | アストンマーティン-メルセデス | 1      | +44.1082            | 19   |       |
| ソース: |     |                              |                               |        |                     |      |       |

追記
- ^1 - 規定周回数の75%未満しか走れなかったため、半分のポイントが付与された[21]。
- ^2 - ストロールはレース中断中にマシンに変更を加えたため、10秒加算のタイムペナルティ[21]。

達成された主な記録
- F1史上最短のレース（1周）[22]

## 第12戦終了時点のランキング
|         | 順位 | ドライバー                 | ポイント |
| ------- | ---- | -------------------------- | -------- |
|         | 1    | ルイス・ハミルトン         | 202.5    |
|         | 2    | マックス・フェルスタッペン | 199.5    |
|         | 3    | ランド・ノリス             | 113      |
|         | 4    | バルテリ・ボッタス         | 108      |
|         | 5    | セルジオ・ペレス           | 104      |
| ソース: |      |                            |          |

|         | 順位 | コンストラクター        | ポイント |
| ------- | ---- | ----------------------- | -------- |
|         | 1    | メルセデス              | 310.5    |
|         | 2    | レッドブル-ホンダ       | 303.5    |
|         | 3    | マクラーレン-メルセデス | 169      |
|         | 4    | フェラーリ              | 165.5    |
|         | 5    | アルピーヌ              | 80       |
| ソース: |      |                         |          |

|         | 順位 | ドライバー                 | 獲得数                                                                |
| ------- | ---- | -------------------------- | --------------------------------------------------------------------- |
|         | 1    | マックス・フェルスタッペン | スペインの旗 · アゼルバイジャンの旗 · フランスの旗 · オーストリアの旗 |
|         | 2    | ルイス・ハミルトン         | エミリア＝ロマーニャ州の旗 · モナコの旗 · シュタイアーマルク州の旗    |
|         | 3    | バルテリ・ボッタス         | バーレーンの旗 · ポルトガルの旗                                       |
|         | 4    | セルジオ・ペレス           | イギリスの旗                                                          |
|         | 5    | ピエール・ガスリー         | ハンガリーの旗                                                        |
| ソース: |      |                            |                                                                       |

- 注：いずれもトップ5まで掲載。